# Плауэн
Пла́уэн (нем. Plauen, в.-луж. Pławno, чеш. Plavno) — город в Германии, в Саксонии, недалеко от границы с Чехией.
Численность населения города по оценке на 31 декабря 2013 года составляет 63 967 человек.

## История
В 1122 Плауэн впервые упоминается как славянское поселение Vicus Plawe. Около 1224 поселение получает городские права. Старая ратуша впервые упоминается в 1382 г. В 1430 Плауэн был разрушен гуситами. В 1466 году герцог Альбрехт оккупировал город и включил его в свои саксонские владения. В 1521 году в Плауэне началась Реформация. Большая часть города была уничтожена в великом пожаре 1548 г.
В середине XVI века развивается ткачество. В 1701 году открывается первая мануфактура. В 1858 году в Плауэне появилась первая вышивальная машина.
После 1880 года промышленное изготовление кружева влечёт за собой быстрый рост города. «Плауэнское кружево» становится всемирно известным и становится мотором развития Плауэна. На Парижской всемирной выставке 1900 оно получает Grand Prix.
К 1904 году число жителей превысило 100 000. В 1905 году было завершено строительство самого большого каменного моста в Европе. Во Второй мировой войне в результате 14 бомбовых налётов было разрушено три четверти города.
В 1989 году Плауэн был одним из центров движения за мирные преобразования в ГДР, которое привело к объединению Германии в 1990 году.

## Города-побратимы
- Аш (чеш. Aš), Чехия
- Зиген (нем. Siegen), Германия
- Пабьянице (пол. Pabianice), Польша
- Хоф (нем. Hof), Германия
- Цеглед (венг. Cegléd), Венгрия
- Штайр (нем. Steyr), Австрия
- Хайльсбронн (нем. Heilsbronn), Германия
- Шяуляй (лит. Šiauliai), Литва

## Достопримечательности
- Эльстертальбрюкке
- Музей кружева | Plauener Spitzenmuseum

## Известные жители
- Карл Браун (1807—1868)
- Георг Самуель Дерфель (1643—1688)
- Генрих фон Плауэн (1370—1429)
- Фридрих Пёппиг  (1798—1868)
- Герман Фогель (1854—1921)
- Рудольф Фридрихс (1892—1947)
- Вернер Хартенштайн (1908—1943)
- Корнелия Эндер (* 1958)